# Regolito

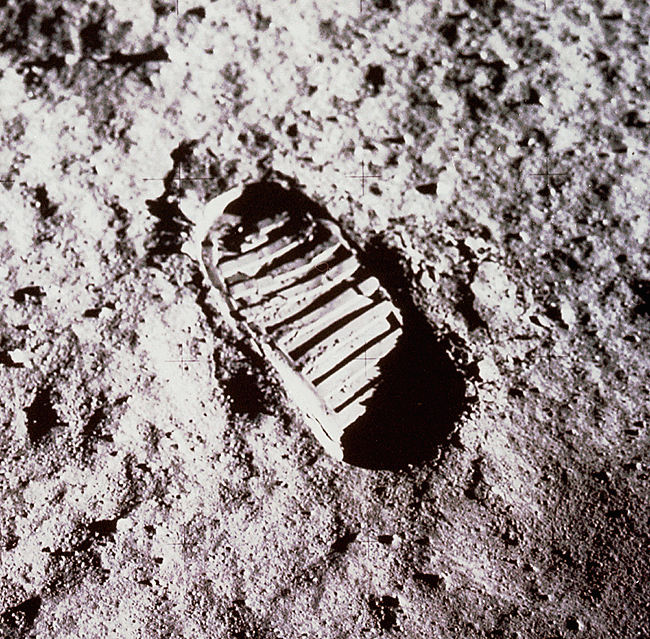
Imagem capturada durante a Apollo 11 mostrando a textura fina do solo lunar

Regolito ou rególito (do grego rhêgos = cobertor + litos = pedra), também manto de intemperismo, é uma camada solta de material heterogêneo e superficial que cobre uma rocha sólida (a rocha-mãe ou rocha matriz). Trata-se, portanto, de material não consolidado, residual ou transportado, que recobre a rocha fresca. O regolito é dito residual, quando formado por material originário da rocha fresca imediatamente subjacente; é transportado, nos casos em que isso não acontece.
Inclui poeira, solo, rocha quebrada e outros materiais correlatos e está presente na Terra, na Lua, em Marte, em alguns asteróides e outros planetas e luas. Na Lua, o regolito que cobre a superfície se deve à erosão cósmica, comumente chamada atomização ou meteorização das rochas, decorrente da grande amplitude térmica, do choque com  meteoritos ou outros processos físicos.
Todo esse material pode ser informalmente chamado de solo, mas tecnicamente a palavra solo é usada para designar apenas a fina camada superior do regolito que possua matéria orgânica e seja capaz de suportar vida.

## Regolito lunar
O regolito lunar consiste de rocha altamente fragmentada, formada pelo impacto repetido de meteoroides sobre a superfície da Lua. A sua granulosidade varia entre a areia fina e o silte grosso, sendo que, em média, o grão possui cerca de 80 micrômetros. Em geral os solos mais antigos possuem os grãos mais finos enquanto os mais modernos possuem os grãos mais grossos, em função do tempo que foram expostos ao bombardeamento por meteoroides.
A profundidade do regolito foi medida por estatísticas de crateramento (relação entre a profundidade e o diâmetro da cratera) e por meio de sismometria ativa nas ultimas missões Apollo. Essas medidas indicaram uma profundidade de 10 a 15 metros nas montanhas (e na planície Taurus-Littrow), menos de 5 metros nos mares da região ocidental e apenas alguns centímetros na orla da Ranhura Hadley e nas bordas de crateras virgens.
O regolito lunar é composto por basalto, feldspato e outros minerais (menos que 2%) provenientes de meteoritos. Outro mineral localizado na superfície lunar é a armalcolita, uma rocha lunar formada por óxido de ferro, titânio e magnésio opaco, assim denominada em homenagem aos astronautas do Apollo 11 (Armstrong, Aldrin e Collins). Estima-se a idade do regolito lunar entre 3.800 e 4.000 milhões de anos.

### Paleoregolito
Depois de formado, o regolito pode ser enterrado por fluxos de lava, a isso dá-se o nome de paleoregolito. Os pesquisadores da missão Chang'e 3 da China identificaram uma espessa camada de paleorregolito, com cerca de 5 a 9 metros, imprensada entre duas camadas de rocha vulcânica que se acredita ter 2,3 e 3,6 bilhões de anos de idade. As descobertas sugerem que o paleorregolito se formou muito mais rápido do que as estimativas anteriores de pouco mais de 2 metros por bilhão de anos. Essas camadas não foram perturbadas desde sua formação e podem ser registros importantes para determinar o impacto de asteroides e a história vulcânica da lua.